# Lama (Schoscha)
Die Lama (russisch Ла́ма) ist ein rechter Nebenfluss der Schoscha in den zentralrussischen Oblaste Moskau und Twer.
Die Lama entspringt am Moskauer Höhenrücken in der Oblast Moskau.
Anfangs fließt sie in westlicher Richtung, dabei passiert sie die Stadt Wolokolamsk. Anschließend wendet sie sich nach Norden. Schließlich trifft sie auf die Schoscha. Die Mündungsstelle befindet sich schon im Bereich des Iwankowoer Stausees.
Die Lama hat eine Länge von 139 km, sie entwässert ein Areal von 2330 km². Der Fluss wird hauptsächlich von der Schneeschmelze gespeist. Der mittlere Abfluss am Mittellauf beträgt 8,49 m³/s. Zwischen November und Ende März / Mitte April ist der Fluss in der Regel eisbedeckt.
Früher verlief ein wichtiger Wasserweg, der die Flüsse Wolga und Moskwa verband, entlang dem Flusslauf.